# 750モータークラブ
750モータークラブ（750 Motor Club, "Seven-Fifty Motor Club"）は、イギリスの自動車レースクラブである。
アマチュアによる趣味の集まりとして設立され、主催したレースの参加者の中から、コーリン・チャップマンをはじめ、後にフォーミュラ1（F1）で名を成すことになる自動車技術者を数多く輩出した。

## 沿革

### 設立

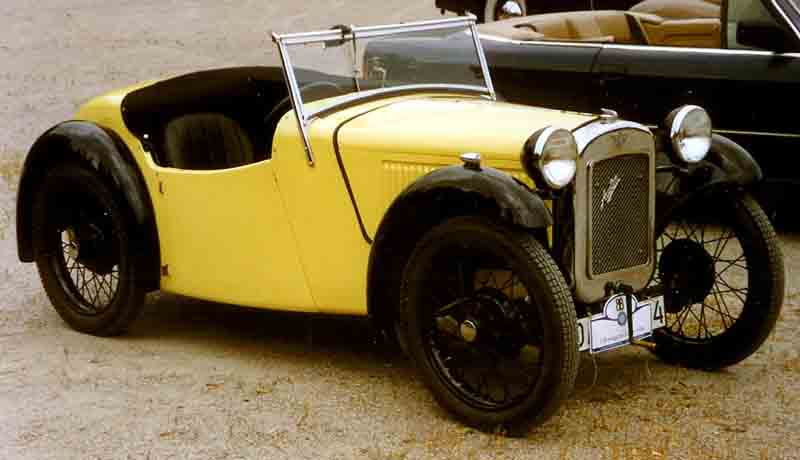
オースチン・7市販車の2シーター仕様

1939年、排気量750 ccのオースチン・7の愛好家の集まりとして、ホリー・バケット（Holly Birkett）らによって設立された。
当初はオースチン・7関連の他愛もない話をしたりする集まりだったが、ほどなく、自然な流れとして、同車による競走も行われるようになった。
オースチン・7は1922年に発売されてから1939年に製造終了となるまでに29万台が製造された小型車で、イギリスにおいては最も販売台数の多い車両である。従って、レースをするといっても、大衆車である同車に多額の出費をして大改造して行うようなレースはクラブの初期の参加者たちには好まれず、当初、少額の支出の範囲で改造したオースチン・7を用いたレースとして始まった。

### レースの開催
第二次世界大戦（1939年 - 1945年）の間は、愛車を持ち寄って集まることはできず、会員たちはロンドンのパブに自転車で集まって会合を重ねた。
終戦後の1949年、クラブは新たな方針を打ち立て、シルバーストン・サーキットで「エイトクラブミーティング」（Eight Club Meeting）と呼ばれるレースイベントの開催を始めた。このレースでは、オースチン・7のエンジンと車台をベースにしてさえいれば車体の改造に大幅な自由が許された「750フォーミュラ」クラスが設けられた。このクラスはレーシングカーを作りたいと望んでいた若い技術者や、自動車以外の分野出身でも腕と暇を持て余していた若い技術者たちを惹きつけ、参加者の中から、後にフォーミュラ1（F1）などで知られるようになる技術者たちを数多く輩出した（「#主な会員」を参照）。
彼らエンジニアたちの中で最もよく知られているのは同クラスの開始初期の中心人物でもあったコーリン・チャップマンで、チャップマンはオースチン・7の「スペシャル」を何台も製作し、これらを後にロータス・マーク1へと発展させた。
この時期に、オースチン・7以外の市販車も参加でき、ハンディキャップ制により、大衆車からスポーツカーまで、様々な車両が参加する6時間耐久レースも開催されるようになった。

### 現在
現在も活動を続けており、様々なアマチュアレースの選手権を主催している。
特に1949年から開催している「750フォーミュラ」選手権については、継続して開催されている自動車レースの選手権としては世界最古だと謳っている。

## 主な会員
1940年代から1960年代の会員の中で、主だった人物は下記の通り。その後、F1などで活躍した技術者たちが多く、かつ、その多くは車体もしくはエンジンのコンストラクターを設立している。
| 人物                     | その後の業績・補足 |
| ------------------------ | --- |
| コーリン・チャップマン   | ロータス・カーズ（チーム・ロータス）を創業（1952年、ロータス・エンジニアリング社として）。                                                                                     |
| エリック・ブロードレイ   | ローラ・カーズを創業（1958年）。クラブに参加していた当時の本業は建築技術者（積算士）。                                                                                         |
| アーサー・マロック       | マロック・スポーツを創業（1958年）。後に息子のレイ・マロックがレイ・マロック社（RML）を設立。                                                                                  |
| デレック・ウートン       | チャップマンの友人で、マイク・コスティンや、トニー・ヴァンダーヴェルといった人物とチャップマンを引き合わせた。                                                                 |
| マイク・コスティン       | レーシングエンジンコンストラクターのコスワースを創業（1958年）。ロータスの創業期の主要エンジニア（チャップマンの片腕）でもある。クラブに参加していた当時の本業は航空機技術者。 |
| フランク・コスティン     | マーコスを創業（1959年）。ロータスの設立初期のデザイナーでもある。クラブに参加していた当時の本業は航空機技術者。                                                               |
| レン・テリー             | 数々のコンストラクターで車両を設計し、1965年のインディ500優勝車両であるロータス・38などを設計。クラブに参加していた当時の本業はイラストレーター。                              |
| トニー・サウスゲート     | 数々のコンストラクターで車両を設計し、世界三大レースの全てで優勝車両を設計。後にクラブの会長を務めている。                                                                     |
| デレック・ベネット       | シェブロン・カーズを創業（1965年）。 |
| ブライアン・ハート       | レーシングエンジンコンストラクターのブライアン・ハート社を創業（1969年）。クラブに参加していた当時の本業は航空機技術者。                                                       |
| ジョン・マイルズ         | レーシングドライバー、エンジニア、テストドライバーとして活躍。クラブの発展にも貢献し、ジョン・マイルズ・ヤングドライバー賞が設けられている。                                   |
| エイドリアン・レイナード | レイナードを創業（1973年、セイバー社として）。 |
| マイク・ピルビーム       | ピルビームを創業（1975年）。 |
| リー・ノーブル           | アルティマ・スポーツ（1983年）、ノーブル・オートモーティブ（1999年）、フェニックス・オートモーティブ（2009年）を創業。                                                         |
| ゴードン・マレー         | ブラバム、マクラーレンでF1車両を設計。 |

## 参考資料
書籍
- Len Terry, Alan Baker (1973-04). Racing Car Design and Development. Motor Racing Publication Ltd.. ASIN 0837600804. ISBN 978-0837600802
  - レン・テリー（著）、アラン・ベーカー（著）、武田秀夫（訳）『レーシングカー：その設計の秘訣』二玄社、1975年12月20日。 NCID BN04167692。
  - レン・テリー（著）、アラン・ベーカー（著）、武田秀夫（訳）『レーシングカー：その設計の秘訣』二玄社、1989年6月。ASIN 4544040205。ISBN 978-4544040203。
- Graham Robson (2017-04). Cosworth: The Search for Power - 6th Edition. Veloce Publishing. ASIN 1845848950. ISBN 978-1845848958